# Filip Ivić
Filip Ivić (* 30. August 1992 in Zagreb) ist ein kroatischer Handballspieler.
Der 1,95 Meter große und 91 Kilogramm schwere Handballtorwart interessierte sich in seiner Jugend zunächst für Karate, gab aber nach dem Gewinn der Weltmeisterschaft 2003 durch die kroatische Nationalmannschaft dieses Hobby auf und widmete sich ganz dem Handball. Mit 16 Jahren ging er zu RK Zagreb. Mit Zagreb gewann er mehrfach die kroatische Meisterschaft, zuletzt 2016. Ab dem Sommer 2016 stand er beim polnischen Erstligisten KS Kielce unter Vertrag. Mit Kielce gewann er 2017, 2018 und 2019 die polnische Meisterschaft sowie 2017, 2018 und 2019 den polnischen Pokal.
Zur Saison 2019/20 wechselte Ivić in die 2. Handball-Bundesliga als Nachfolger von Carsten Lichtlein zum VfL Gummersbach. Im Sommer 2020 schloss er sich dem slowenischen Verein RK Celje an. Zur Saison 2021/22 kehrte er zum RK Zagreb zurück. Mit Zagreb gewann er 2022 den kroatischen Pokal. Ab dem Sommer 2022 hütete er das Tor des französischen Erstligisten Chambéry Savoie HB. In der Saison 2024/25 lief Ivić für den nordmazedonischen Erstligisten RK Eurofarm Pelister auf, mit dem er die nationale Meisterschaft gewann. Im Sommer 2025 war ein Wechsel von Ivić zum serbischen Verein Vojvodina Novi Sad angekündigt, jedoch wurde der Vertrag aufgrund seines Konzertbesuches der kroatischen Rockband Thompson im Juli 2025 aufgelöst.
Mit der kroatischen Nationalmannschaft gewann Filip Ivić bei der Weltmeisterschaft 2013 die Bronzemedaille.